# Phu Phra Bat Buabok

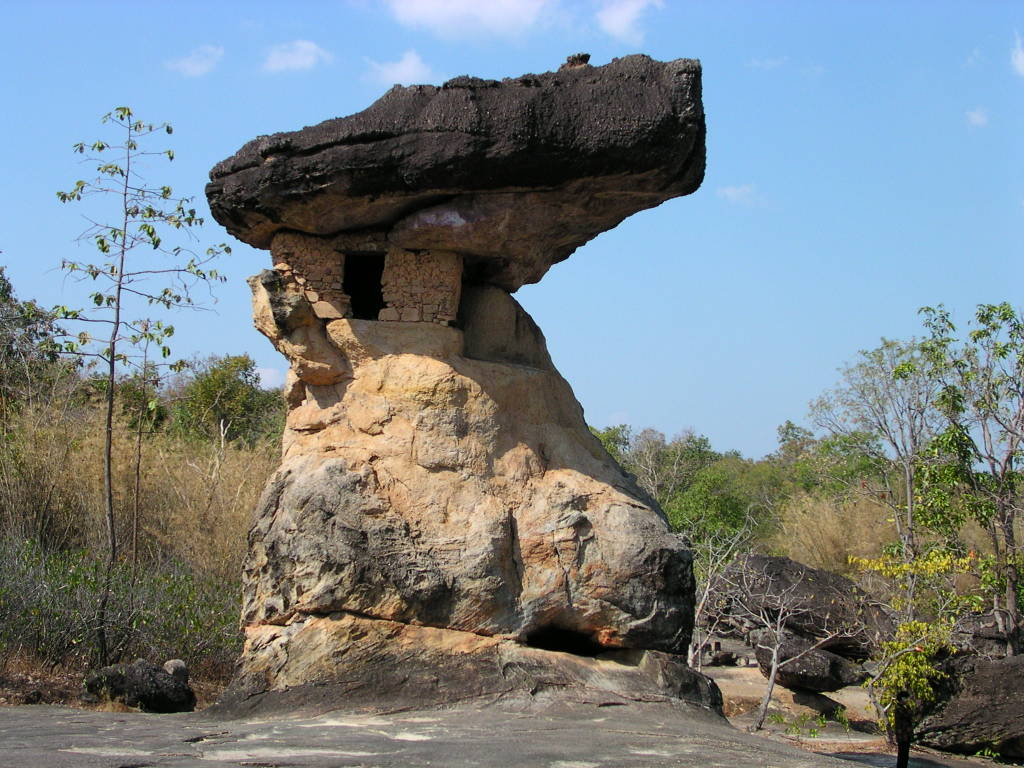
Rotsformatie in Phu Phra Bat Buabok

Phu Phra Bat Buabok (Thai: ภูพระบาทบัวบก) is een nationaal park (in het Engels aangeduid met Forest Park) in Changwat Udon Thani, een provincie in het noordoosten van Thailand.
Phu Phra Bat Buabok is vernoemd naar de twee Buddha-voetafdrukken die zijn uitgehouwen in de rotsen in Lan Xang-stijl. Het park ligt op een zandstenen heuvel aan de oostelijke rand van het Phu Pangebergte. De heuveltoppen liggen op 352 meter boven de zeespiegel, en strekken zich negen kilometer in noordzuidelijke richting en twee kilometer in oostwestelijke richting uit. Drie belangrijke soorten van het bos zijn te vinden op de heuvel - droog dipterocarpaceae-bos aan de voet van de heuvel, gemengd loofbos in de vlakte rondom de heuvel en droog altijdgroen bos op de heuvel zelf.
Het park beslaat een oppervlakte van 13 km² van het Pa Kua Num, een bosreservaat. Het werd officieel geopend op 20 februari 1996. 5.4 km² in het gebied vormt het historisch park Phu Phra Bat, dat werd opgericht in 1981 en waar 81 culturele locaties op en rond de heuvel beschermd werden.
Het park, samen met het historische park, staat op de voorlopige lijst van mogelijk toekomstig werelderfgoed sinds 2004. Het historisch park Phu Phrabat is in 2024 erkend als UNESCO cultureel werelderfgoed tijdens de 46e sessie van de Commissie voor het Werelderfgoed
.